# Cees Stam
Cees Stam (Koog aan de Zaan, 2 november 1945) is een voormalig Nederlands wielrenner. Hij was van 1971 tot 1979 professioneel wielrenner.
Alhoewel hij ook als wegrenner actief was, werd hij vooral bekend door zijn successen bij het stayeren, waar hij gedurende de jaren 70 eerst met gangmaker Joop Stakenburg en vanaf 1976 met gangmaker Bruno Walrave tot de wereldtop behoorde. 
Reeds in 1970 werd hij met Joop Stakenburg wereldkampioen stayeren in de categorie amateurs. Bij de professionals was hij drie keer 's werelds beste, in 1973, 1974 en 1977 en Europa´s beste in 1975. Daarnaast mocht hij ook in 1972, 1975, 1976 (zilver) evenals in 1978 en 1979 (brons) samen met zijn gangmaker op het podium van het WK Stayeren plaats nemen.
1974 mag als zijn topjaar gezien worden. Hij werd toen (voor de vierde maal) Nederlands kampioen alsook wereldkampioen en won het zilver in het Europees kampioenschap. 12 Juli dat jaar vestigde Stam in Utrecht het werelduurrecord stayeren met een afgelegde afstand 82,998 kilometer.
Ook als dernyrenner kon Stam aansprekende uitslagen rijden en won op het Europees kampioenschap in die discipline zilver in 1973 en het brons in 1975 en in 1976.
Tijdens zijn carrière was Stam ook een regelmatige deelnemer aan Zesdaagsen. In totaal stond stond hij 48 maal aan de start. In 1973 eindigde hij samen met een andere tenor in het stayeren en in het rijden achter de derny, de Belg Theo Verschueren, als derde in de Zesdaagse van Gent en in datzelfde jaar met Albert Fritz als tweede in de Zesdaagse van Zürich achter het Nederlands koppel Leo Duyndam en Piet de Wit.
Na zijn actieve carrière als profrenner trad hij in dienst van de KNWU als stayerscoach en werd een veelgevraagde gangmaker voor dernywedstrijden op de baan en op de weg. Zijn zoon Danny trad in zijn voetsporen als baanwielrenner en trainer.
Op 21 oktober 2014 raakte Stam ernstig gewond tijdens de Zesdaagse van Amsterdam. Hij kwam met zijn kleinzoon Yoeri Havik ten val en werd door een derny overreden. Stam moest ter plekke gereanimeerd worden. Na ruim een maand verblijf in het ziekenhuis kon hij weer naar huis.